# Nick tegen Simon
Nick tegen Simon was een Nederlandse zaterdagavondshow die werd uitgezonden door de TROS op Nederland 1. Het tv-programma werd gepresenteerd door Katja Schuurman. Nick tegen Simon werd geproduceerd door Talpa Producties.

## Opzet
In iedere aflevering nemen twee teams het tegen elkaar op. Een team staat onder leiding van Simon Keizer en het andere team staat onder leiding van Nick Schilder. Tijdens de spellen proberen de teams zo veel mogelijk punten te verdienen en ze in de punten-battle te verzilveren.
Het programma is vergelijkbaar met Ik hou van Holland.
In december 2013 kreeg dit programma een nieuwe variant bij SBS6 onder de titel Beter dan het origineel.

## Afleveringen seizoen 1
| Nr. | Uitzenddatum     | Team          | BN'er                    | Kijkcijfers       |
| --- | ---------------- | ------------- | ------------------------ | ----------------- |
| 1   | 4 februari 2012  | Nick Schilder | Jeroen van Koningsbrugge | 1.905.000 kijkers |
| 1   | 4 februari 2012  | Simon Keizer  | Dennis van de Ven        | 1.905.000 kijkers |
| 2   | 11 februari 2012 | Nick Schilder | Jan Smit                 | 1.809.000 kijkers |
| 2   | 11 februari 2012 | Simon Keizer  | Dominique van Hulst      | 1.809.000 kijkers |
| 3   | 18 februari 2012 | Nick Schilder | Angela Groothuizen       | 1.846.000 kijkers |
| 3   | 18 februari 2012 | Simon Keizer  | Jamai Loman              | 1.846.000 kijkers |
| 4   | 25 februari 2012 | Nick Schilder | Gerard Joling            | 1.088.000 kijkers |
| 4   | 25 februari 2012 | Simon Keizer  | Chantal Janzen           | 1.088.000 kijkers |
| 5   | 3 maart 2012     | Nick Schilder | Anita Meyer              | 1.027.000 kijkers |
| 5   | 3 maart 2012     | Simon Keizer  | Hind Laroussi            | 1.027.000 kijkers |
| 6   | 10 maart 2012    | Nick Schilder | Martin Buitenhuis        | 847.000 kijkers   |
| 6   | 10 maart 2012    | Simon Keizer  | Remco Veldhuis           | 847.000 kijkers   |
| 7   | 17 maart 2012    | Nick Schilder | Glennis Grace            | 901.000 kijkers   |
| 7   | 17 maart 2012    | Simon Keizer  | Birgit Schuurman         | 901.000 kijkers   |
| 8   | 24 maart 2012    | Nick Schilder | Edsilia Rombley          | 807.000 Kijkers   |
| 8   | 24 maart 2012    | Simon Keizer  | Ruth Jacott              | 807.000 Kijkers   |